# Isabel de Vermandois, condesa de Leicester
Isabel de Vermandois (h. 1085-1131) fue una noble francesa, que, por sus dos matrimonios, fue la madre del I conde de Worcester, del II conde de Leicester, del III conde de Surrey y de Gundreda de Warenne, la madre del IV conde de Warwick.
Se cree que ella fue el origen del célebre escudo a cuadros de oro y azul (o y azur) que su hermano adoptó en los albores de la era de la heráldica (en Inglaterra hacia 1200–1215) y que se remonta antes de la mitad del siglo XII, al igual que los otros dos grupos de escudos ingleses afines: los «cuartelados» de Mandeville-de Vere y los «de cheurón» de Clare.

## Orígenes
Fue la tercera hija de Hugo I de Vermandois (1057-1102) («Hugo Magno/Hugo el Grande»), el hijo menor del rey Enrique I de Francia. Su madre fue Adelaida de Vermandois, la hija de Herberto IV de Vermandois y de Adela de Valois. Por ello, Isabel representaba tanto la línea capeta de su abuelo paterno, el rey Enrique I de Francia, y la línea carolingia de su abuelo materno, Herberto IV de Vermandois.

## Primer matrimonio

Chequy o y azur, el célebre escudo de armas protoheráldico de Isabel de Vermandois (que, posiblemente, fuera adoptado por primera vez por su hermano Raúl I de Vermandois, como se muestra en su sello), que transmitió a sus hijos de formas diferenciadas

Fue la esposa de dos magnates anglonormandos de manera sucesiva: primero, se casó con Robert de Beaumont, I conde de Leicester y conde de Meulan (m. 1118), del que tuvo dos gemelos; y, en segundo lugar, con William de Warenne, II conde de Surrey (m. 1138), del que tuvo un hijo más y una hija, Gundred de Warenne.
En 1096, Robert de Beaumont, I conde de Leicester (m. 1118), con fama de ser el "hombre más sabio de su época entre Londres y Jerusalén", insistió, desafiando las leyes de la Iglesia, en casarse con la jovencísima Isabel, cuando él tenía más de cincuenta años. A principios de 1096, el obispo Ivón, al enterarse de la proposición de matrimonio, escribió una carta en la que prohibía la unión e impedía su celebración por motivos de consanguinidad; es decir, el grado de parentesco entre los dos estaba prohibido.
En abril de 1096, el padre de Isabel consiguió convencer al papa Urbano para que emitiera una dispensa para la unión, y partió a las Cruzadas predicadas por ese papa. Su último acto fue ver cómo su hija se casaba con Robert.
Robert era un noble de cierta importancia en Francia, ya que había heredado tierras de su tío materno, el conde Enrique de Meulan. Ganó renombre luchando en su primera contienda, al mando del ala derecha, en la batalla de Hastings como uno de los compañeros probados de Guillermo el Conquistador. Se le recompensó con noventa casas solariegas en los condados de Leicestershire, Northamptonshire, Warwickshire y Wiltshire. El conde de Meulan fue uno de los "cuatro sabios consejeros" de Enrique I y "uno de los comandantes del rey en la batalla de Tinchebray" el 28 de septiembre de 1106. En 1107, Robert se convirtió en conde de Leicester.
Con de Beaumont tuvo tres hijos (gemelos los mayores de ellos) y cinco o seis hijas:
- Robert de Beaumont, II conde de Leicester (n. 1104), gemelo), casado y con descendencia.[12]
- Waleran de Beaumont, I conde de Worcester, conde de Meulan (n. 1104), casado y con descendencia.[12]
- Hugh de Beaumont, I conde de Bedford (n. 1106), con descendencia. Perdió su condado.[12]
- Emma de Beaumont (n. 1102),[13] prometida de niña a Aumari de Montfort, sobrino del conde Guillermo de Évreux, pero el enlace nunca tuvo lugar. Es probable que muriera joven o ingresara en un convento.[14]
- Adeline de Beaumont (n. h. 1107), que se casó con Hugo IV, señor de Montfort-sur-Risle, en primer lugar; y, después, con Richard de Granville (m. 1147), dueño del señorío de Bideford en Devon.[12]
- Aubree de Beaumont (n. h. 1109) (o Alberee), que se casó con Hugo II de Châteauneuf-en-Thimerais.[12]
- Maud de Beaumont (n. h. 1111), que se casó con William Lovel.[12]
- Isabel de Beaumont (n. h. 1102), amante del rey Enrique I de Inglaterra.[15] Se casó con Gilbert de Clare, I conde de Pembroke,[12] en primer lugar; y, después, con Hervé de Montmorency, condestable de Irlanda.[16]

## Segundo matrimonio
Se cree que Isabel tuvo una aventura y que abandonó a su primer marido cuando éste estaba a punto de morir. El historiador James Planché afirmó (1874) que se vio seducida por un noble más joven, William de Warenne, II conde de Surrey, o que se enamoró de él, y se casaron. Sin embargo, son escasas las pruebas de que dicha Isabel hubiera tenido esa aventura. William había tratado de conseguir una novia de la realeza en 1093, pero fracasó en su intento de casarse con Matilde de Escocia (también conocida como Edith), que, posteriormente, se casó con el rey Enrique I. William contrajo matrimonio con Isabel en 1118, poco después de la muerte de Robert. Isabel sobrevivió a su segundo marido.
De William de Warenne, tuvo tres hijos y dos hijas:
- William de Warenne, III conde de Surrey (1119-1148),[20] primogénito y heredero.
- Ralph de Warenne[20]
- Reginald de Warenne, que heredó las tierras de su padre en la Alta Normandía, que incluyen los castillos de Bellencombre y Mortemer.[21] Se casó con Alice de Wormegay, hija de William de Wormegay, señor de Wormegay en Norfolk. Tuvieron un hijo: William de Warenne, fundador del priorato de Wormegay.[21]
- Gundreda de Warenne, que se casó dos veces. Tuvo descendencia de sus dos matrimonios:[20]
  1. Roger de Beaumont, II conde de Warwick (h. 1102-1153) (el sobrino del primer marido de su madre). Entre sus hijos estaba William de Beaumont, III conde de Warwick (h. 1140-1184).
  2. William de Lancaster, barón feudal de Kendal en Westmorland.
- Ada de Warenne (m. h. 1178), que se casó con Enrique de Escocia, III conde de Huntingdon, hijo menor del rey David I de Escocia. Tuvieron descendencia.[22] Se la conoce como la "reina madre de Escocia" por sus dos hijos, los reyes Malcolm IV y Guillermo I "el León", además de ser la antepasada de otros muchos reyes escoceses.[23]